# گایده
گایده (به لهستانی:  Gajdy) یک روستا در لهستان است که در گمینا زالوو واقع شده‌است. گایده ۱۲۷ نفر جمعیت دارد.